# Sálvame
Sálvame - singiel meksykańskiego zespołu RBD z ich pierwszej płyty Rebelde, nagrywany w 2004, wydany w marcu 2005. Jest to jeden z największych hitów zespołu. Wykonuje go Anahí. Pozostali członkowie zespołu partnerują jej w refrenach piosenki. Przez pewien czas był wykonywany w kościołach w Meksyku. Fani zespołu nie wyobrażają sobie koncertu bez tej piosenki.
Zespół założył fundację o tej samej nazwie (Sálvame - Ocal mnie) która pomaga dzieciom z Meksyku i Brazylii. Teledysk do piosenki został nagrany w Kanadzie, podczas zdjęć do serialu Rebelde - Zbuntowani (pol.). Piosenka, tak jak zespół (który stworzono na potrzeby serialu) dzięki tej telenoweli stała się wielkim hitem w Meksyku i za granicą.

## Notowania w różnych krajach
| Rok  | Tytuł     | Album     | Miejsce         | Miejsce | Miejsce | Miejsce |
| Rok  | Tytuł     | Album     | USA (Billboard) | MEX     | BRA     | latin   |
| ---- | --------- | --------- | --------------- | ------- | ------- | ------- |
| 2005 | "Sálvame" | "Rebelde" | 27              | 1       | 2       | 1       |